# Klubi Futbollistik Hysi
El KF Hysi fue un equipo de fútbol de Kosovo que jugó en la Superliga de Kosovo, la primera división de fútbol en el país.

## Historia
Fue fundado en el año 2002 en la ciudad de Podujevo del distrito de Pristina y logró el ascenso a la Superliga de Kosovo en la temporada 2005/06.
En la temporada 2008/09 consigue su primer logro importante, ganar la Copa de Kosovo luego de vencer en la final al KF Prishtina 2-1. Dos temporadas más tarde logran ganar el título de la Superliga de Kosovo ganando 23 de los 33 partidos disputados con una ventaja de 4 puntos sobre el KF Prishtina.
En la temporada 2013/14 el club abandona la Superliga de Kosovo durante el receso de invierno y desaparece.

## Palmarés
- Superliga de Kosovo: 1

2010/11
- Copa de Kosovo: 1

2008/09